# Polyphylla tonkinensis
Polyphylla tonkinensis – gatunek chrząszcza z rodziny poświętnikowatych i podrodziny chrabąszczowatych.
Gatunek ten opisany został po raz pierwszy w 1945 przez Erica Dewailly’a.
Chrząszcz o ciele długości od 32 do 36 mm. Ubarwienie ma rudobrązowe, jednak na głowie, przedpleczu, tarczce, pokrywach, pygidium i odnóżach występuje u niego marmurkowy wzór z białego owłosienia. Głowa ma krótki, w zarysie kwadratowy z lekko rozszerzonym przodem i prawie prostą krawędzią przednią nadustek. Czułki mają buławki złożone z siedmiu członów. U samców czułki są dłuższe i większe niż u samic. Powierzchnia nadustka i przedplecza jest mocno punktowana, zaś powierzchnia pokryw ponadto pomarszczona. Podłużną linię środkową przedplecza porasta pas wyraźnego, białego owłosienia.
Gatunek orientalny, znany z południowych Chin, Mjanmy, Tajlandii, Laosu, Wietnamu oraz Malezji.